# Conservatorio Giovanni Pierluigi da Palestrina
Il conservatorio Giovanni Pierluigi da Palestrina è il conservatorio statale di musica di Cagliari, nonché istituzione di alta formazione musicale.

## Storia
La storia del conservatorio inizia nel 1922, presso i locali inferiori dell'ex “Palazzo di città”. Per volontà del Sindaco cagliaritano Gavino Dessì Deliperi, nasce l‘Istituto musicale Cagliaritano, sotto la direzione del Maestro Alessandro Peroni. L'anno seguente, sotto la direzione del Maestro Renzo Silvestri, viene rinominato "Istituto Musicale Mario De Candia". Nel 1924, sotto la direzione del Maestro Renato Fasano, si conforma all'ordinamento dei Conservatori statali. In seguito l’Istituto Musicale “Mario De Candia” diviene Liceo Musicale. Si istituisce una biblioteca musicale. Nel 1939 diviene Regio Conservatorio “Giovanni Pierluigi da Palestrina”. Durante i bombardamenti di Cagliari del 1943, l’ex Palazzo di Città viene sinistrato e l’attività del Conservatorio si arresta. A Gesturi si instaura la nuova amministrazione della scuola, sotto la presidenza del Conte Raimondo Orrù e sotto la Direzione di Oscar Crepas, dal 1943 al 1947. Il 3 marzo 1947 nasce il Teatro Massimo, in sostituzione del Teatro Civico e del Politeama Regina Margherita distrutti dai bombardamenti. 
Nel 1977 vengono inaugurati il conservatorio e l'auditorium di via Bacaredda.

## Direttori
- Antonio Veretti (1953-1955)
- Ennio Porrino (1956-1959)
- Franco Margola (1960-1962)
- Tito Aprea (1963-1975)
- Nino Bonavolontà (1975-1990)
- Angelo Guaragna (1990-1991)
- Eugenio De Rosa (1991-1992)
- Massimo Biscardi (1992-1998)
- Maria Gabriella Artizzu (1998-2011)
- Elisabetta Porrà (2011-2017)
- Giorgio Sanna (2017-2020)
- Aurora Cogliandro (dal 2020)